# پارک شبه‌ملی سادو-یاهیکو-یونیاما
پارک شبه‌ملی سادو-یاهیکو-یونیاما (به لاتین: Sado-Yahiko-Yoneyama Quasi-National Park) یک پارک شبه‌ملی و منطقهٔ مسکونی در ژاپن است که در استان نیگاتا واقع شده‌است.